# Pachypodium
Pachypodium é um género botânico pertencente à família Apocynaceae. O seu nome deriva do grego pachy (grosso) e podium (pé). São plantas suculentas. Das 25 espécies, 20 são originárias da ilha de Madagáscar, onde o isolamento e condições microambientais produziram espécies altamente especializadas e diferenciadas. As restantes são da África Meridional.
Umas são arbustos, outras árvores.

## Espécies

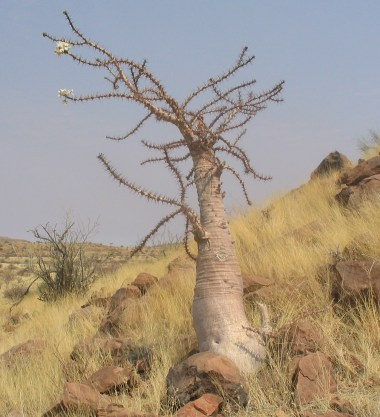
Pachypodium ambongense
- Pachypodium baronii
- Pachypodium bicolor
- Pachypodium bispinosum
- Pachypodium brevicaule
- Pachypodium cactipes
- Pachypodium decaryi
- Pachypodium densiflorum
- Pachypodium eburneum
- Pachypodium geayi
- Pachypodium gracilius
- Pachypodium horombense
- Pachypodium inopinatum
- Pachypodium lamerei - palmeira-de-madagáscar, palmeirinha-de-madagáscar.
- Pachypodium lealii
- Pachypodium makayense
- Pachypodium meridionale
- Pachypodium menabeum
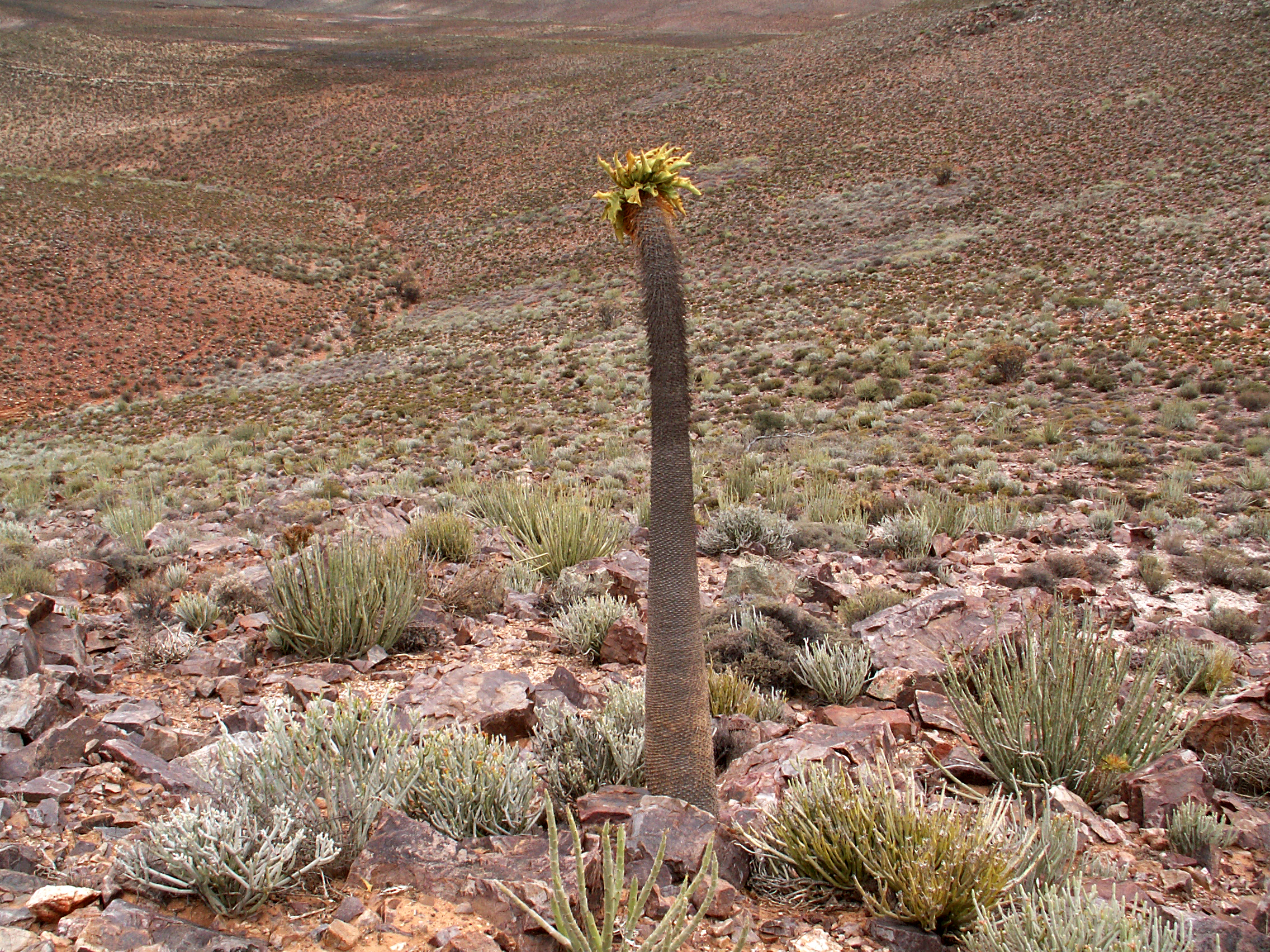
Pachypodium namaquanum
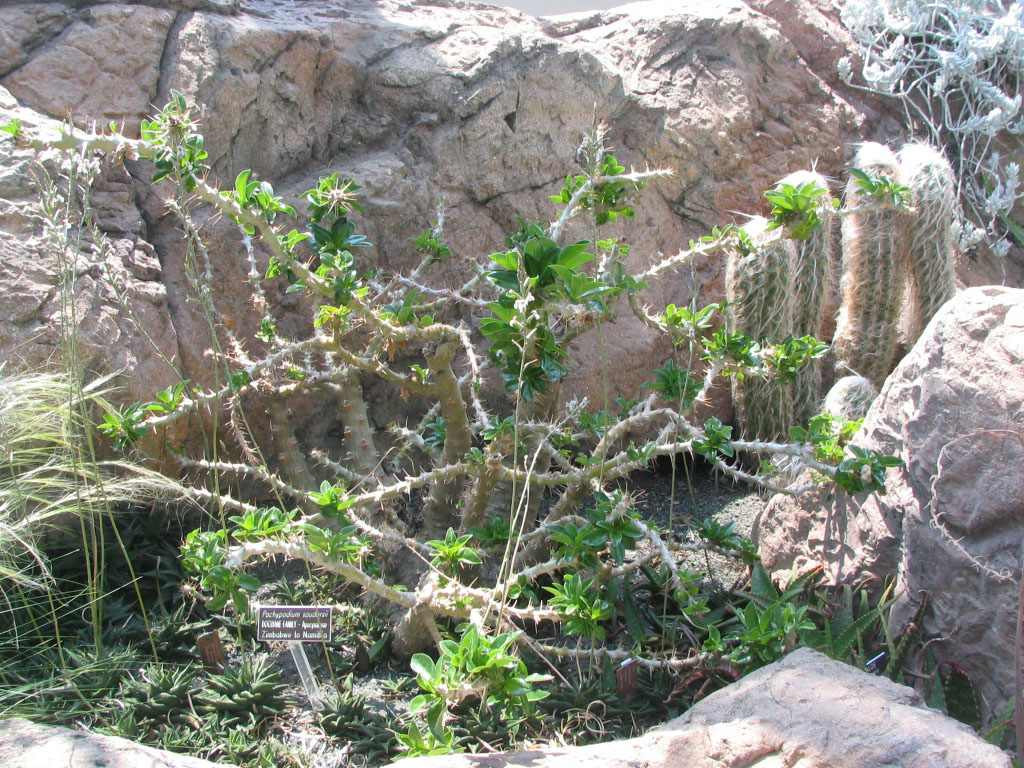
Pachypodium rosulatum
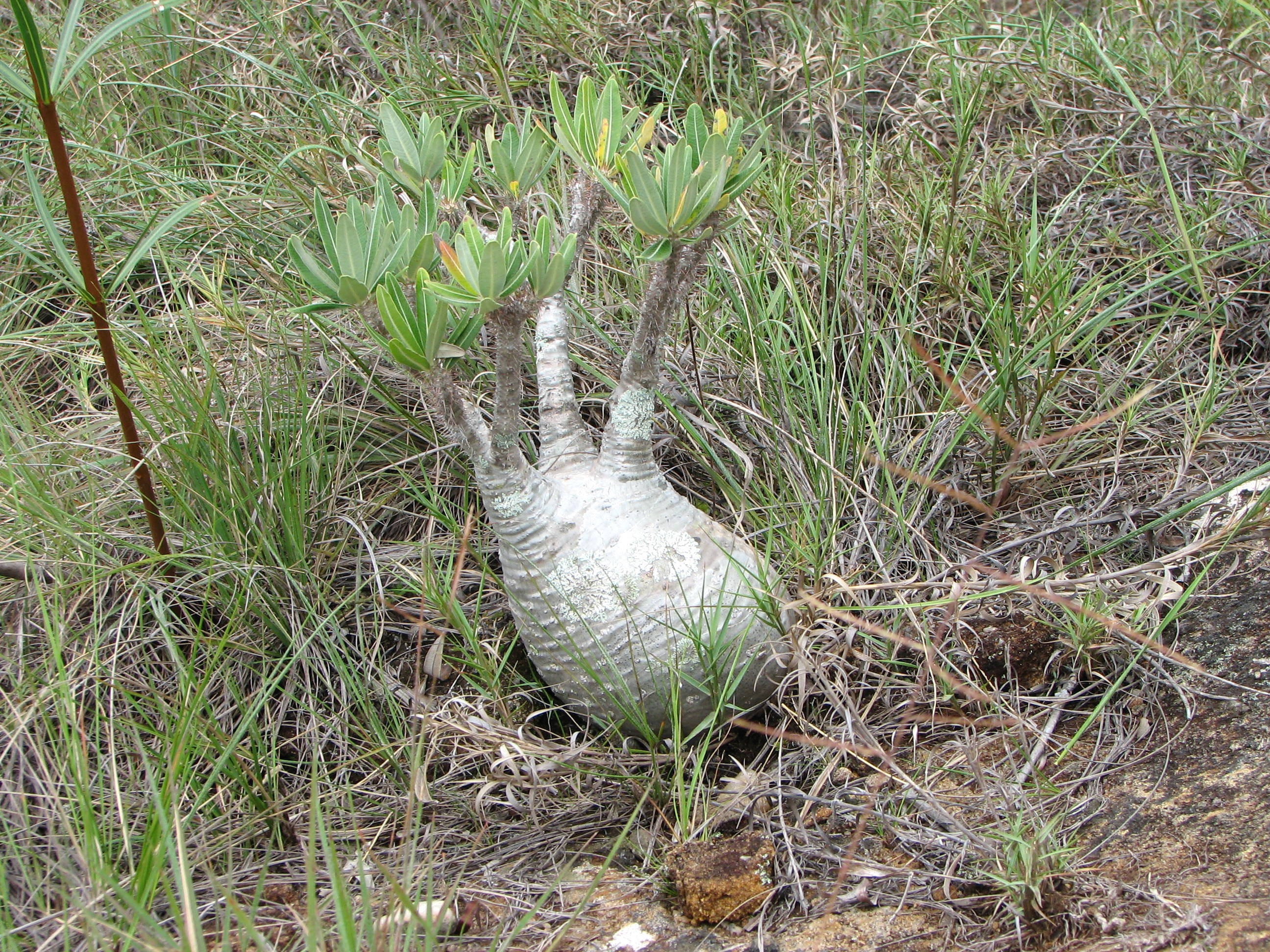
Pachypodium rosulatum gracilius,Madagascar

- Pachypodium rutenbergianum
- Pachypodium saundersii
- Pachypodium sofiense
- Pachypodium succulentum
- Pachypodium windsorii

- Pachypodium lealii
- Pachypodium namaquanum, Richtersveld
- Pachypodium saundersii
- Pachypodium rosulatum gracilius,Madagascar

1. ↑  «Pachypodium — World Flora Online». www.worldfloraonline.org. Consultado em 19 de agosto de 2020